# Ludwig Guttmann

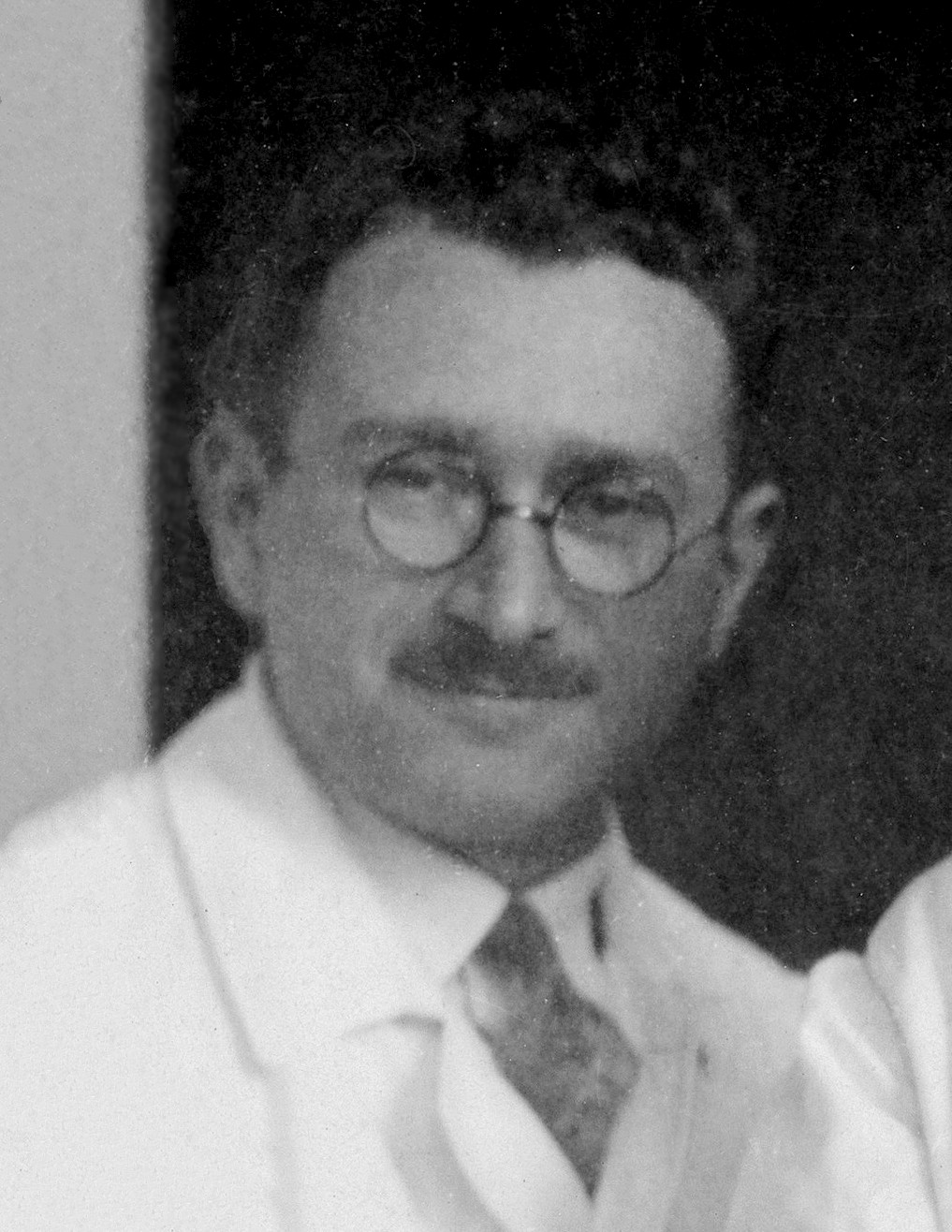
Ludwig Guttmann

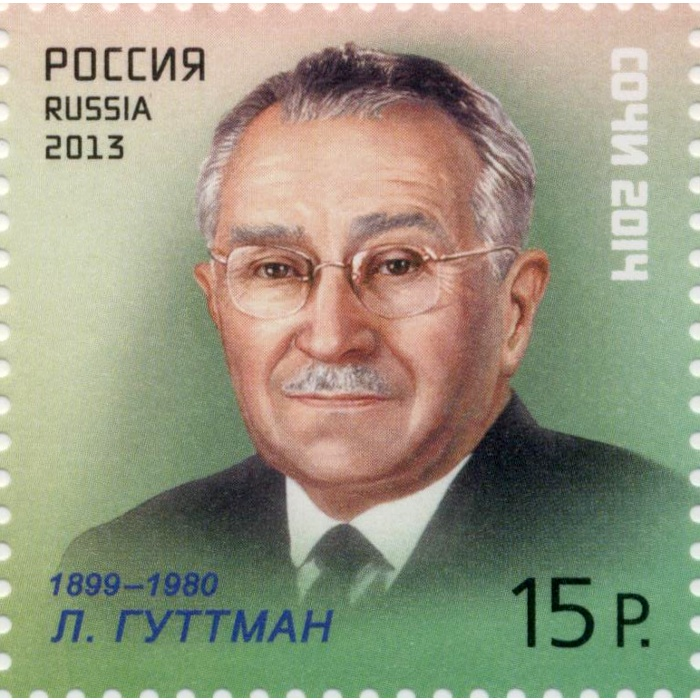
Ludwig Guttmann na rosyjskim znaczku pocztowym

Ludwig Guttmann (ur. 3 lipca 1899 w Toszku, zm. 18 marca 1980 w Aylesbury, Wielka Brytania) – niemiecki lekarz neurolog pochodzenia żydowskiego.

## Życiorys
Ludwig Guttmann urodził się 3 lipca 1899 roku w Toszku (ówczesne Cesarstwo Niemieckie). W 1902 roku rodzina Guttmannów przeniosła się do Chorzowa, gdzie Ludwig zdał maturę i podjął się pracy jako wolontariusz w lokalnym szpitalu górniczym. Chciał w nim pozyskać doświadczenie przed studiami lekarskimi. Tam pod wpływem śmierci jednego z pacjentów jako przyszłą specjalizację wybrał neurochirurgię. W 1918 roku Ludwig rozpoczął studia medyczne we Wrocławiu. Następnie w latach 1919–1924 studiował medycynę we Freiburgu (niektóre źródła wymieniają również Halle jako miejsce studiów). W 1927 roku ożenił się ze swoją przyjaciółką z okresu studiów Elsą Samuel. W 1928 roku podjął pracę jako neurochirurg w liczącej 300 łóżek klinice psychiatrycznej Uniwersytetu w Hamburgu, którą kierował w tym czasie Otfrid Foerster.
W 1933 roku na podstawie nowego prawa (tzw. Berufsverbot) został zwolniony z funkcji głównego lekarza w Wenzel-Hancke-Krankenhaus we Wrocławiu i zabroniono mu leczenia nie-Żydów. Od tego czasu został dyrektorem wrocławskiego szpitala żydowskiego. Po nocy kryształowej przyjął do szpitala jako pacjentów wielu ludzi chcących uniknąć represji i większość z nich wybronił przed aresztowaniem.
14 marca 1939 Ludwig Guttmann z żoną i dwójką dzieci wyemigrował z Niemiec i na zlecenie ministra spraw zagranicznych III Rzeszy Joachima von Ribbentropa badał w Lizbonie portugalskiego dyktatora Antónia de Salazara. W drodze powrotnej uzyskał zgodę na pobyt w Wielkiej Brytanii. Początkowo, jako obywatel niemiecki, nie mógł praktykować i zajmował się pracą naukową. Następnie pracował w klinice neurochirurgii w Nuffield Radcliffe Infirmary, a potem w Stoke Mandeville Hospital w Buckinghamshire. W 1944 powierzono mu zadanie stworzenia oddziału dla paraplegików – inwalidów wojennych z drugiej wojny światowej, dla których opracował nowatorskie metody rehabilitacji.
Guttmann uważał sport za sposób leczenia i rehabilitacji i 28 lipca 1948 roku zorganizował w Stoke Mandeville zawody dla weteranów wojennych w strzelaniu z łuku. Ponieważ tego samego dnia otwierano letnie igrzyska olimpijskie w Londynie, Guttmann powiązał te zdarzenia, stając się inicjatorem igrzysk paraolimpijskich. W 1960 roku w Rzymie odbyły się pierwsze igrzyska paraolimpijskie. W 1966 roku za swoje zasługi otrzymał tytuł szlachecki z rąk królowej brytyjskiej Elżbiety II.

## Upamiętnienie

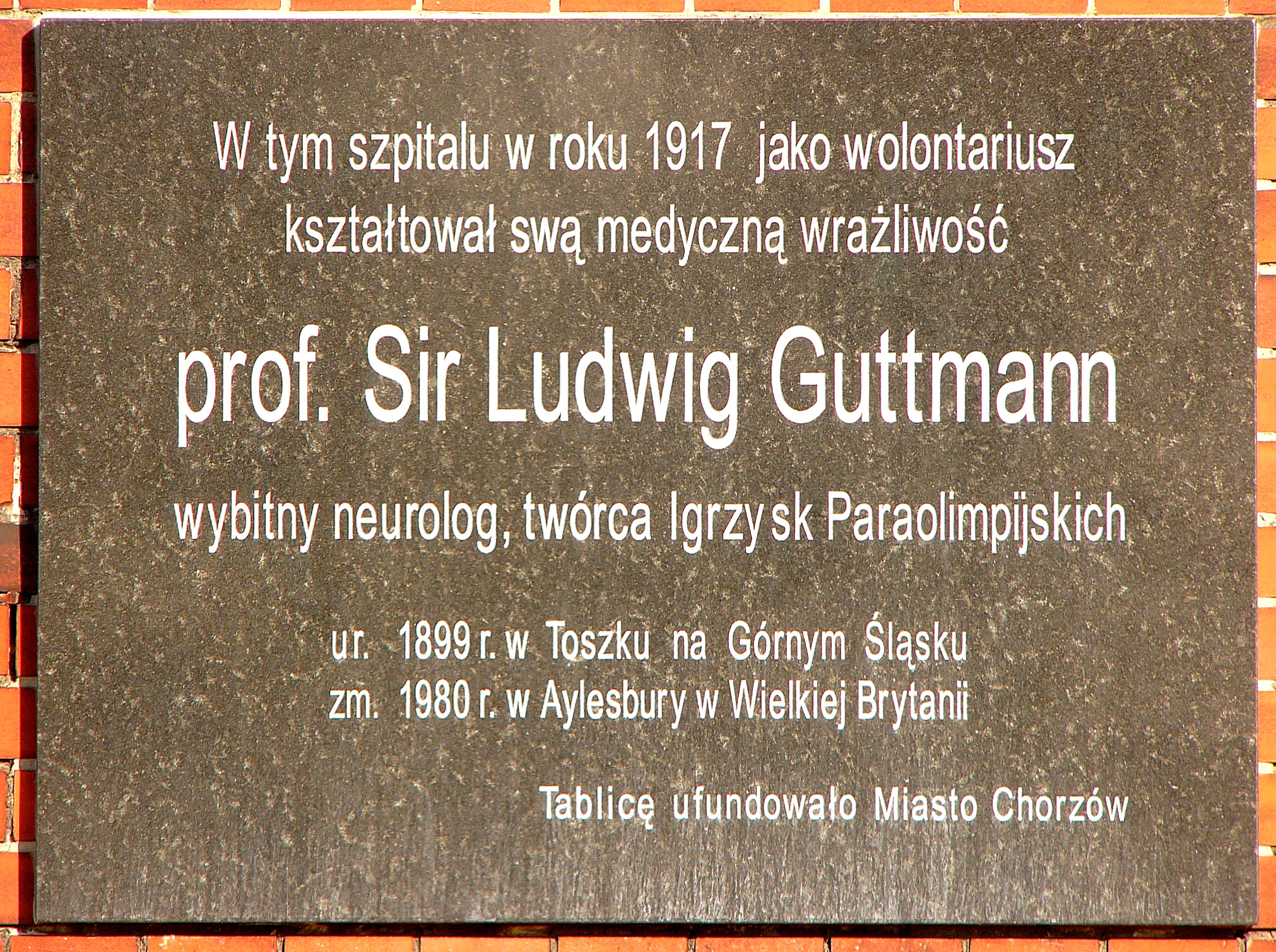
Tablica pamiątkowa na ścianie szpitala w Chorzowie, gdzie Guttmann pracował jako sanitariusz

- Ulica dr. Ludwiga Guttmanna w Toszku[7]
- Tablica na ścianie budynku Zespołu Szpitali Miejskich w Chorzowie[8]
- Tablica w Dolnośląskim Szpitalu Specjalistycznym im. T. Marciniaka we Wrocławiu[9]
- Skwer im. Guttmanna Ludwiga na wrocławskim Zalesiu[10]